# 運動靴

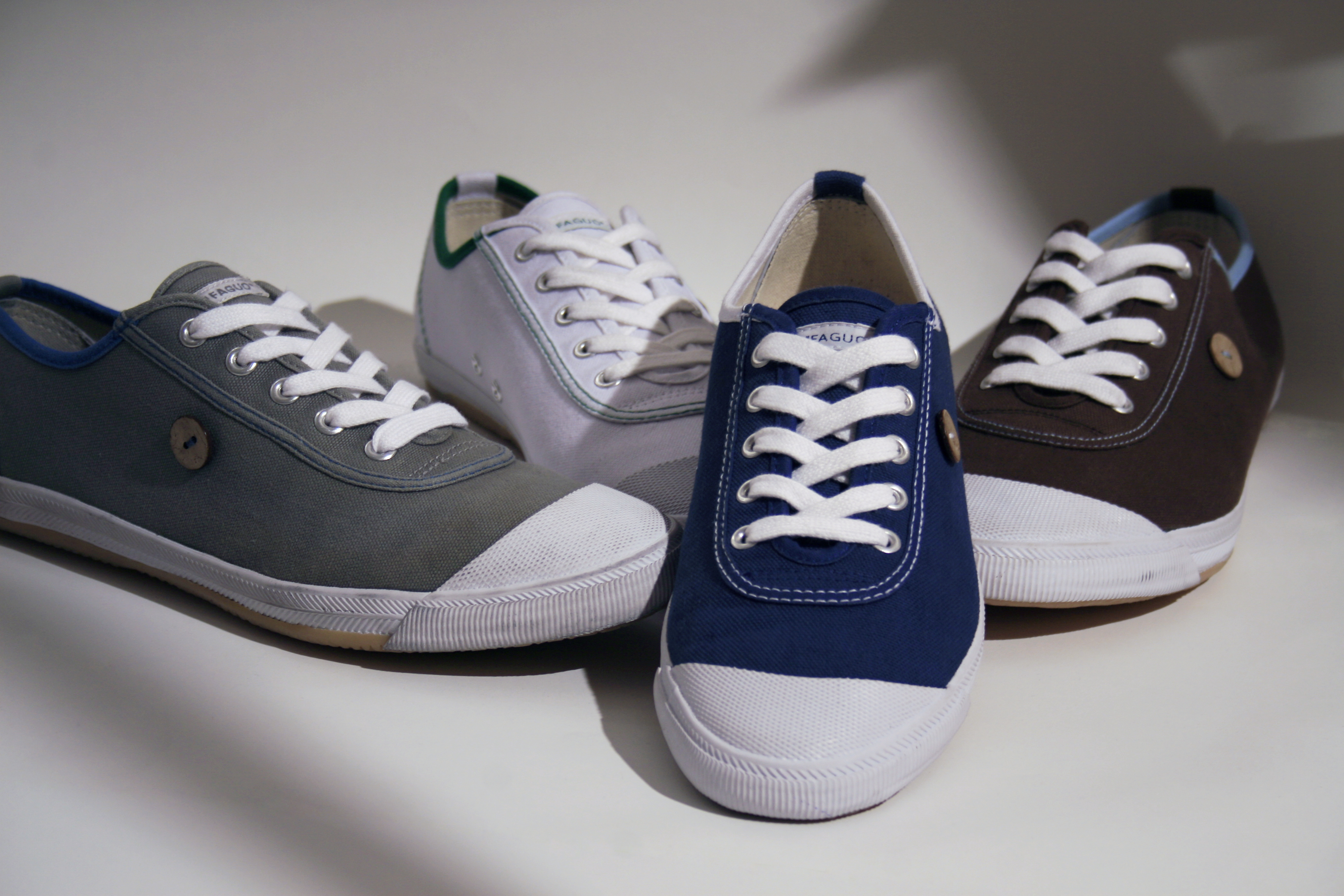
ズック素材の運動靴の例

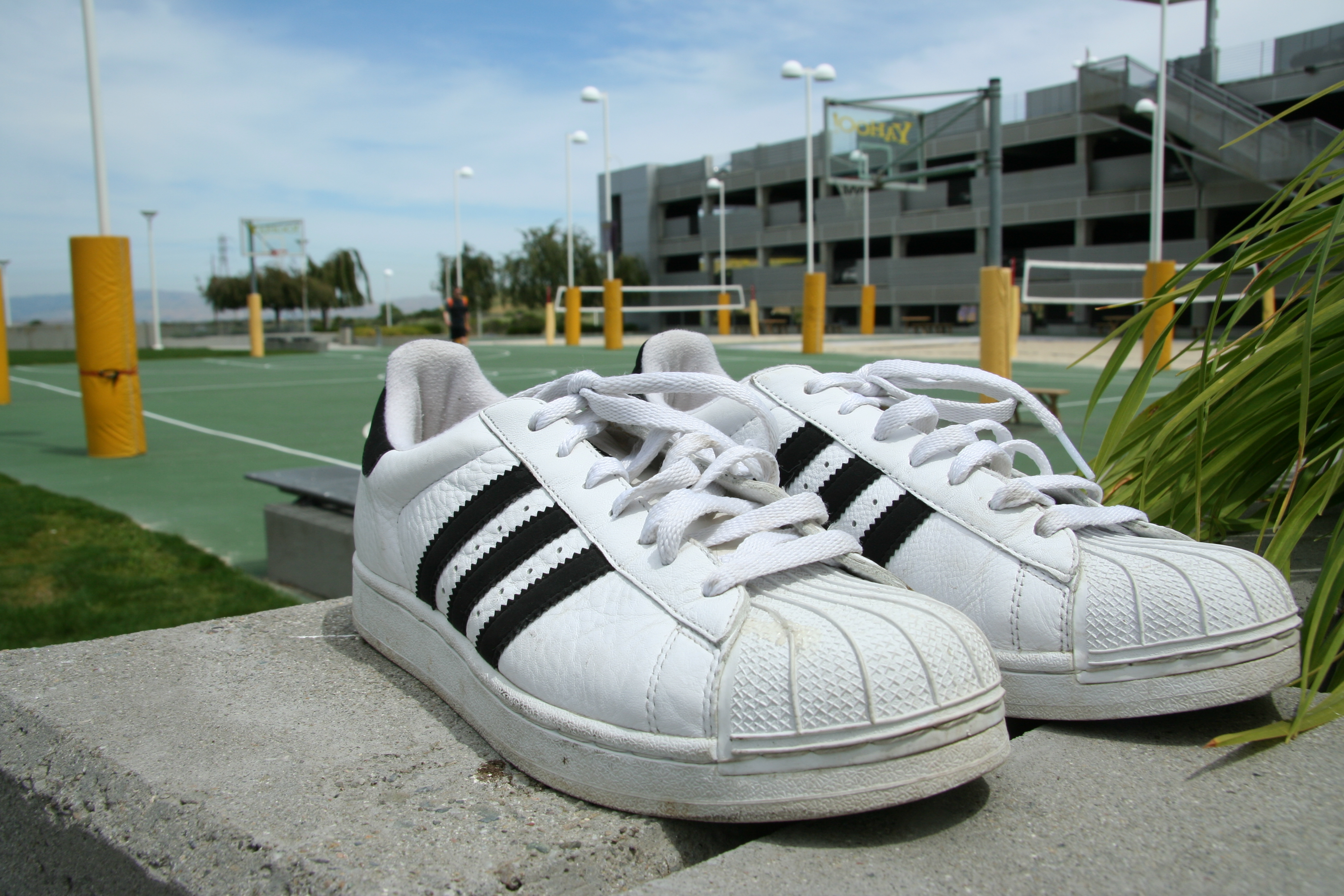
合成皮革の運動靴の例

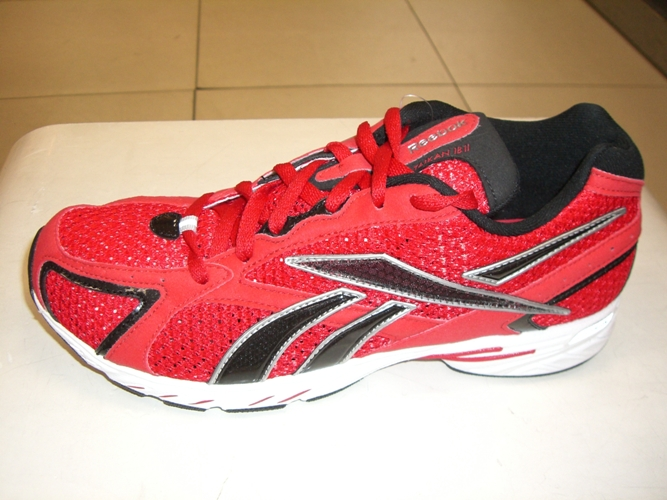
化学繊維の運動靴の例

運動靴（うんどうぐつ）とは、運動用の靴のこと。
「ジョギングシューズ」や「スニーカー」や「テニスシューズ」と呼ばれるものも運動靴に該当する。

## 特徴
もともとは運動する時しか履かなかったが、次第に普段も履かれるようになった。歩きやすく、足を痛めにくく、比較的長距離歩くのにも適している。
子供用のものは、安価で、汚しても気軽に洗濯でき干せるものが大半であるため、小学校等の通学時において運動靴を履くよう指定する学校が多い。中でも前ゴムシューズは運動靴の代表格としてかつては幅広く用いられていた。最近の男子は、中敷きのクッションが厚めで、走りやすく、足の負担が小さい、合成繊維や合成皮革製でスポーティーなデザインのスニーカーを好む傾向がある。女子は見た目重視で、好みもまちまちで、様々なものを選ぶ傾向がある。
素材はズック地、皮革、合成皮革、PVCなどがあり、底はゴムやポリウレタンなどである。
ズック靴のズックはオランダ語のdoekで麻糸または綿糸を平織にした厚地の生地をいう。ズック靴はその生地で作ったゴム底の運動靴をいう。
野球専用靴、ラグビー専用靴など、競技用の専用靴は、一応運動用ではあるものの、あまり「運動靴」とは呼ばれていない。